# Jean Aubert
Jean Aubert (Sartrouville, 13 giugno 1921 – Saint-Denis, 5 aprile 2011) è stato uno scrittore, poeta e editore francese, fondatore negli anni cinquanta dell’associazione Flammes Vives.
L'opera di Jean Aubert è stata premiata dall'Académie française, dalla Société des Gens de Lettres e dalla Société des Poètes Français. I suoi lavori sono stati prefati da Paul Fort e Jean Cocteau, tra gli altri.
A Cadaqués, dove Jean Aubert soggiorna ogni anno dal 1952, ha stretto amicizia con i pittori Maurice Boitel, Jean Hulin e Louis Berthommé-Saint-André. Quest'ultimo ha effettuato un soggiorno presso Jean Aubert nel 1971.

## Opere principali
- Paris autrefois
- Val d'Oise autrefois
- Bords de Seine de la source jusqu'à Paris

Raccolte poetiche:
- Car il me reste tout l'automne
- Prolégomènes à la nuit
- Proses
- Poses
- Propos
- Dans les brasiers du temps

Un libro per ragazzi ambientato a Cadaqués:
- Pablito, le petit pêcheur catalan

## Prix Jean Aubert
A partire dall'autunno 2006, un premio annuale di poesia, chiamato "Prix Jean Aubert", viene assegnato dall'associazione Flammes Vives, editrice dell'omonima rivista di poesia. Il vincitore del premio beneficia della pubblicazione, da parte di Flammes Vives, dell'opera premiata.